# Даніель Лопес (водне поло)
Даніель Лопес (ісп. Daniel López, 16 липня 1980) — іспанський ватерполіст.
Учасник Олімпійських Ігор 2012, 2016 років.
Призер Чемпіонату світу з водних видів спорту 2009, 2019 років.

## Досягнення

#### Як гравець клубу
- Кубок Короля з водного поло серед чоловіків (2009, 2010, 2011, 2013, 2014, 2015, 2016, 2017)
- Іспанська чоловіча ліга з водного поло (2009, 2010 і 2011)
- Суперкубок Іспанії з водного поло серед чоловіків (2009)

#### Як гравець збірної Іспанії
- Срібло на чемпіонаті Європи 2018 року в Барселоні
- Срібло на Чемпіонаті світу 2009 року в Римі
- Срібло Середземноморських ігор у Пескарі 2009
- 7-ме місце на Чемпіонаті Європи в Малазі 2008 року